# Ołeksandr Czyżewski
Ołeksandr Arsenijowycz Czyżewski, ukr. Олександр Арсенійович Чижевський, ros. Александр Арсеньевич Чижевский, Aleksandr Arsienjewicz Cziżewski (ur. 27 maja 1971 w Łucku, Ukraińska SRR) – ukraiński piłkarz, grający na pozycji obrońcy, reprezentant Ukrainy, trener piłkarski.

## Kariera piłkarska

### Kariera klubowa
Wychowanek DJuSSz w Łucku oraz Internatu Sportowego we Lwowie. Pierwszy trener - Jurij Timofiejew. W 1989 rozpoczął karierę piłkarską w klubie Karpaty Lwów, w którym występował do 1999. Następnie bronił barw takich klubów jak Szachtar Donieck, Metałurh Zaporoże, Tawrija Symferopol i Wołyń Łuck. W 2002 ponownie wrócił do Karpat Lwów. W 2006 przeszedł do Zakarpattia Użhorod, w którym pełni funkcję kapitana drużyny. Po zakończeniu sezonu 2009/10 zakończył karierę piłkarską.

### Kariera reprezentacyjna
15 lipca 1998 zadebiutował w reprezentacji Ukrainy w spotkaniu towarzyskim z Polską przegranym 1:2.

## Kariera trenerska
Po zakończeniu kariery piłkarskiej od lata 2010 pomagał trenować Zakarpattia Użhorod. W październiku 2011 po otrzymaniu licencji trenerskiej otrzymał propozycje pracy w sztabie trenerskim młodzieżowej drużyny Karpaty Lwów. Od 27 maja do 3 września 2019 pełnił obowiązki głównego trenera Karpat Lwów. 10 grudnia 2019 został mianowany na stanowisko głównego trenera Ahrobiznesu Wołoczyska.

## Sukcesy i odznaczenia

### Sukcesy klubowe
- mistrz Wtoroj Ligi ZSRR:1991
- brązowy medalista Mistrzostw Ukrainy: 1998
- finalista Pucharu Ukrainy: 1993, 1999

### Sukcesy indywidualne
- absolutny rekordzista w ilości występów w Wyszczej Lidze - 389 spotkań.
- pierwszy spośród piłkarzy rozegrał 300 spotkanie w Wyszczej Lidze
- założyciel tak zwanego "Klubu Czyżewskiego" dla piłkarzy, którzy rozegrali co najmniej 300 spotkań w Wyszczej Lidze Ukrainy.
- wybrany do symbolicznej jedenastki Karpat w historii Mistrzostw Ukrainy[6].

### Odznaczenia
- Złota Odznaka PFL Ukrainy: 2004[7].